# Amerika (film fra 1924)
 For alternative betydninger, se Amerika (flertydig). (Se også artikler, som begynder med Amerika)
Amerika (originaltitel America) er en amerikansk stumfilm fra 1924 af D. W. Griffith.

## Medvirkende
- Neil Hamilton som Nathan Holden
- Erville Alderson som Justice Montague
- Carol Dempster som Nancy Montague
- Charles Emmett Mack som Justice Charles Montague
- Lee Beggs som Samuel Adams
- John Dunton som John Hancock
- Arthur Donaldson som George III
- Charles Bennett som William Pitt
- Downing Clarke som Chamberlain